# Peter De Keyzer
Peter De Keyzer (Etterbeek, 23 april 1975) is een Vlaamse econoom, auteur en opiniemaker. 
In 2014 kreeg hij de Prijs voor de Vrijheid van de klassiek-liberale denktank Libera!.

## Loopbaan
De Keyzer liep school aan het OLV-college te Edegem. In 1993 startte hij een masteropleiding Toegepaste Economische Wetenschappen (TEW) aan de Universiteit Antwerpen, in 1998 behaalde hij dit diploma magna cum laude.
Na zijn studies werkte De Keyzer als doctoraat assistent van de professoren André van Poeck en Bruno De Borger aan de faculteit economie van de Universiteit Antwerpen. 
Zijn professionele loopbaan begon De Keyzer als asset manager bij de bankgroep KBC, vervolgens stapte hij over naar het Nederlandse ABN AMRO als chief investment advisor. Uiteindelijk belandde De Keyzer bij de private bank Degroof Petercam; hij vervulde hier de rol van hoofdeconoom. Na een jaar bij Degroof Petercam volgde hij in 2011 Freddy van Spiegel op bij BNP Paribas Fortis. In 2016 verliet hij BNP Paribas Fortis; Koen De Leus nam zijn functie over. In 2016 stapte De Keyzer zelf in de ondernemerswereld en richtte het strategisch communicatiebureau Growth Inc. op. Growth Inc. focust op communicatieadvies, reputatiemanagement, lobbying en crisismanagement.
Sinds 2019 is De Keyzer gasthoogleraar aan onder meer de Antwerp Management School en het Amsterdam Institute of Finance. Verder zetelt hij in de raad van bestuur van logistieke startup Parcify en ingenieursbureau VYNCKE. De econoom is een bekende opiniemaker in Belgische kranten, weekbladen en sociale media. Hij publiceert een column in de zakenkrant De Tijd. De Keyzer’s columns focussen zich hoofdzakelijk op: demografie, economische groei, eurozone en financiële aangelegenheden.

## Publicaties
- Peter De Keyzer, Groei maakt gelukkig. Uitgeverij Lannoo, 239 p. (2013)

- Nederlandse Thesaurus van Auteursnamen: 07176139X
- Système universitaire de documentation: 17902082X
- Virtual International Authority File: 288682827
- WorldCat: E39PBJf8yxmfTmV8rPCcc9tkDq